# Bulbophyllum sepikense
Bulbophyllum sepikense är en orkidéart som beskrevs av Walter Kittredge. Bulbophyllum sepikense ingår i släktet Bulbophyllum och familjen orkidéer.
Artens utbredningsområde är Papua Nya Guinea. Inga underarter finns listade i Catalogue of Life.